# Strychnos panamensis
Strychnos panamensis là một loài thực vật có hoa trong họ Mã tiền. Loài này được Seem. miêu tả khoa học đầu tiên năm 1854.